# Aubin-Saint-Vaast
Aubin-Saint-Vaast är en kommun i departementet Pas-de-Calais i regionen Hauts-de-France i norra Frankrike. Kommunen ligger i kantonen Hesdin som tillhör arrondissementet Montreuil. År 2022 hade Aubin-Saint-Vaast 735 invånare.

## Befolkningsutveckling
Antalet invånare i kommunen Aubin-Saint-Vaast
| Referens: INSEE |